# Entrons dans la danse
Pour plus de détails, voir Fiche technique et Distribution.

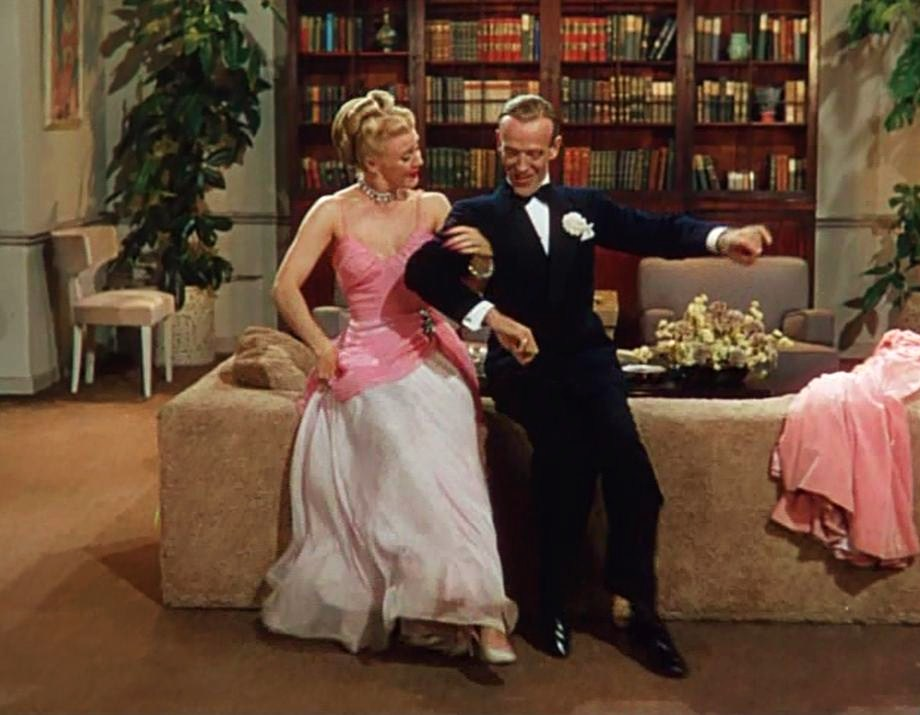
Ginger Rogers et Fred Astaire

Entrons dans la danse (titre original : The Barkleys of Broadway) est un film musical américain réalisé par Charles Walters, produit par Arthur Freed, sorti en 1949.

## Synopsis
À la sortie d’une grande première, Josh (Fred Astaire) et Dinah (Ginger Rogers) Barkley prennent part à une grande réception où ils rencontrent Jacques Barredout (Jacques François), dramaturge français émigré aux États-Unis. Jacques Barredout propose à Dinah dont il est amoureux, de devenir "sa" tragédienne dans sa dernière pièce. Il ignore délibérément Josh qui n'est pour lui qu'un amuseur. Après son succès, Dinah revient vers Josh, son amour et ils repartent dans leur domaine, la comédie musicale.

## Fiche technique
- Titre : Entrons dans la danse
- Titre original : The Barkleys of Broadway
- Directeur : Charles Walters
- Scénario : Betty Comden, Adolph Green et Sidney Sheldon (non crédité)
- Photographie : Harry Stradling Sr., assisté de Sam Leavitt (cadreur)
- Montage : Albert Akst
- Musique originale : Harry Warren
- Chanson « They Can't Take That Away From Me » : George Gershwin et Ira Gershwin
- Directeur musical : Lennie Hayton
- Chorégraphie : Robert Alton assisté de Hermes Pan et Alex Romero
- Direction artistique : Edward C. Carfagno et Cedric Gibbons
- Décors : Edwin B. Willis et Arthur Krams
- Costumes : Irene et Valles
- Producteur: Arthur Freed et Roger Edens producteur associé
- Société de production : Metro-Goldwyn-Mayer
- Société de distribution : Metro-Goldwyn-Mayer
- Pays d'origine :  États-Unis
- Langue de tournage : Anglais américain
- Genre : film musical et comédie
- Format : Technicolor – Son : Mono (Western Electric Sound System) - Ratio:1,37:1
- Durée : 109 minutes
- Dates de sortie :
  - États-Unis : 4 mai 1949 (New York)
- Affiche : Constantin Belinsky (France)

## Distribution
- Fred Astaire (VF : Roger Rudel) : Josh Barkley
- Ginger Rogers (VF : Mony Dalmès) : Dinah Barkley
- Oscar Levant (VF : Jean Martinelli) : Ezra Miller
- Hans Conried (VF : Serge Nadaud) : Ladislaus « Ladislav » Ladi
- Billie Burke : Mme Livingston Belney
- Jacques François (VF : Lui-même) : Jacques Barredout
- Gale Robbins : Shirlene May
- George Zucco : Le Juge
- Clinton Sundberg : Bert Felsher
- Inez Cooper : Pamela Driscoll

Acteurs non crédités
- Claire Carleton : Marie
- Mahlon Hamilton : un concierge
- Larry Steers : un invité

## À noter
- C'est le retour du couple Astaire/Rogers. Le scénario se prêtait à ses retrouvailles puisqu’il mettait en scène deux danseurs au sommet de leur gloire. Dans le numéro en solo de Fred Astaire « Shoes with Wings On », il se mesure à des chaussures enchantées.
Ce film reprend et explique l’opposition entre le classique et le moderne qu’illustrait L'Entreprenant Monsieur Petrov.
- Le film avait été mis en chantier avec Judy Garland dans le premier rôle féminin, reconstituant ainsi le duo de Parade de printemps, pour en constituer une suite officieuse, montrant le couple quelques années plus tard. Le réalisateur, Charles Walters était d'ailleurs un de ses meilleurs amis. Judy Garland, qui était devenue dépendante des médicaments à cette époque, était épuisée nerveusement et ne fut pas en mesure de jouer. Astaire et Garland devaient ensuite figurer à l'affiche de Mariage royal, mais abandonna également la production juste avant le début du tournage, ce qui causa la fin de son contrat avec la MGM.
- Ginger Rogers fut sollicitée après avoir envoyé un télégramme de félicitation pour Parade de printemps au producteur Arthur Freed. Astaire et Rogers étaient restés en bons termes, mais l'occasion de tourner à nouveau ensemble ne s'était plus présentée, et Rogers avait de son côté abandonné la comédie musicale pour se consacrer à des rôles plus dramatiques.
- Le film est le dixième et dernier réunissant Fred Astaire et Ginger Rogers, dix ans après le précédent, La Grande Farandole (1939). C'est le seul tourné pour la MGM et non la RKO, et le seul en couleur.
- D'abord venu à Hollywood pour jouer le rôle principal de Lettre d'une inconnue (1948)  (qui, pour avoir trop tardé, alla finalement à Louis Jourdan), Jacques François attendra plusieurs mois avant d'être choisi pour interpréter Jacques Barredout dans Entrons dans la danse, son unique film américain avant son retour en France.